# Mart Hoogkamer
Mart Hoogkamer (* 5. Mai 1998 in Leiden) ist ein niederländischer Sänger. 

## Karriere
Nationale Bekanntheit erlangte er 2016 durch seine Teilnahme an der achten Staffel von Holland’s Got Talent, wo er den zweiten Platz belegte. Sowohl die Jury als auch die Familie von Willy Alberti verglichen die stimmlichen Fähigkeiten Hoogkamers mit denen des 1985 verstorbenen Volkssängers. Hoogkamer unterschrieb einen Vertrag mit Sony Music und veröffentlichte mehrere Singles, darunter eine mit Willeke Alberti, der Tochter von Willy. Dabei handelte es sich um eine Neuaufnahme von Lachen, beetje huilen.
2018 veröffentlichte Hoogkamer sein nach ihm betiteltes Debütalbum. Zwei Jahre später folgte auf dem Label NRGY Music Sweet Memories mit Interpretationen bekannter Pop-Klassiker wie Unchained Melody.
Im Sommer 2021 landete Hoogkamer mit dem Lied Ik ga zwemmen seinen ersten Sommerhit. Dies war seine erste Platzierung in den niederländischen Single-Charts überhaupt.

## Diskografie

### Alben
- 2018: Mart Hoogkamer
- 2020: Sweet Memories
- 2023: Tot nu toe (NL: Platin)

### Singles
- 2021: Ik ga zwemmen
- 2022: Bieber van de kroeg (mit Donnie)
- 2023: In Spanje
- 2023: Hartslag van de stad (mit Tino Martin)
- 2025: 100% (mit Flemming)
- 2025: In de naam van